# マーティン・メイルマン
マーティン・メイルマン（Martin Mailman、1932年6月30日 - 2000年4月18日）はアメリカ合衆国の作曲家。

## 来歴
ニューヨークに生まれ、ロチェスター大学イーストマン音楽学校でルイス・メニーニ、ウェイン・バーロウ、バーナード・ロジャーズ、ハワード・ハンソンに師事した。1954年に学士、1955年に修士、1960年に博士を取得している。
1954年から1957年にかけてアメリカ海軍音楽学校で教育者としてのキャリアをスタートさせ、1961年から1966年にかけてノースカロライナ州のイーストカロライナ大学で、その後34年にわたってテキサス州のノーステキサス大学で教職に就いた。
作曲家として管弦楽曲、室内楽曲、吹奏楽曲、合唱曲、オペレッタ、さらに映画音楽、テレビ音楽などの作品がある。2度のオストウォルド賞受賞、ウィリアム・レヴェリ作曲コンテスト優勝、イーストマン音楽学校のエドワード・ベンジャミン賞受賞、スイス・ジュネーヴのマリー・ジョゼ王妃国際作曲コンクール優勝など、さまざまな栄誉に輝いている。
2000年にテキサス州デントンで亡くなった。

## 主要作品

### 管弦楽曲
- 秋の風景 (Autumn Landscape, Op. 4)
- シンフォニエッタ (Sinfonietta, Op. 34)
- ヴァイオリンと管弦楽のための協奏変奏曲 (Concerto Variations for Violin and Orchestra, Op. 68)

### 吹奏楽曲
- 幾何学模様 第1番～第4番 (Geometrics No. 1, Op. 22; No. 2; No. 3, Op. 37; No. 4)
- 典礼の音楽 (Liturgical Music for Band, Op. 33)
- 高揚 (Exaltations, Op. 67)
- 彼の地に去ったかけがえのない友たちへ (For precious friends hid in death's dateless night, Op. 80)
- 世俗的な連祷 (Secular Litanies, Op. 90)